# Adolf Wolfskron
Adolf Leopold Anton Franz, rytíř z Wolfskronu (10. února 1808, Vídeň – 13. července 1863, Baden u Vídně) byl rakouský archeolog, kreslíř, malíř.

## Životopis
Adolf pochází ze starobylého franckého rodu rytířů z Wolfstriegel, který byl v roce 1634 potvrzen do císařského rytířského stavu a v roce 1691 se vzdal svého původního jména a získal predikát z Wolfskronu. Jeho otec Franz, který zastával tehdy vlivnou funkci císařsko-královského vládního rady na ministerstvu financí, mu poskytl co nejlepší vzdělání. Poté, co se Adolf nějaký čas těšil soukromé výuce, nastoupil na vídeňskou Vojenskou inženýrskou akademii, kterou musel po několika letech opustit, protože se ukázalo, že jeho tělo je příliš slabé. Otec Franz, císařsko-královský státní úředník, chtěl, aby se jeho syn stal také státním úředníkem, a proto ho nechal vystudovat práva a v roce 1830 nastoupit do státní služby, konkrétně na císařsko-královské ředitelství loterií ve Vídni (k. k. Lottodirection). Již jako student a mladý úředník se přátelil s učenci věnujícími se historii a výzkumu. Zároveň byl učen a podporován malířem Antonem Einsle.
V roce 1836 se Adolf Wolfskron stal kontrolorem na ředitelství loterií v Bolzanu. Následující rok se ve Vídni oženil s Auguste Goldhann, sestrou Ludwiga Goldmanna, úředníka a básníka. O několik let později byl přeložen do Brna, odkud byl v roce 1855 jmenován správcem císařsko-královského loterijního úřadu ve Lvově. Nepříjemné podmínky, za kterých rakouský státní úředník trpěl v Polsku, přiměly Wolfskrona, který léta těžce trpěl a marně hledal úlevu od svého utrpení v Badenu u Vídně a Rožnově na Moravě, aby se na jaře 1863 přestěhoval do Vídně. Stále doufal, že v Badenu u Vídně své zdraví do jisté míry posílí, ale již za několik týdnů ho od vědeckého výzkumu vyrvala smrt ve věku pouhých 55 let.
Pobyt v Jižním Tyrolsku a později i v Brně, zvláště pak v Brně, byl pro jeho oblíbená studia velmi úspěšný. Pobyt v Haliči, který rakouskému badateli sotva nabídl úrodnou půdu, byl však méně úspěšný. Wolfskronova doba spadá do dob vědeckého rozvoje v Rakousku, v němž se však převážně prosazoval archeologický výzkum, protože byl nejméně sporný a jen stěží vzbuzoval podezření státních úřadů. Lze tedy v této době narazit na badatele jako Josef Chmel, Anton Gévay, Fridrich von Leber, Theodor von Karajan, s kterým si dopisoval, a další, kteří se ponořili do studia antiky, a jejich současník a spřízněný duch Wolfskron činil totéž. Když přišel Wolfskron do Jižního Tyrolska jako královský úředník, okouzlila ho na čas příroda této země, ale postupně se obrátil k bádání, pro které tam našel bohaté zdroje. Jako umělce s kreslířským talentem ho fascinovaly zejména velmi zajímavé fresky patřící artušovskému okruhu na hradě Runggelstein nedaleko Bolzana a pozoruhodná sbírka zbraní, která se tam nacházela, Poté nakreslil dva portály tyrolského hradu zdobené gnostickými symboly a ve spolupráci s tyrolskými historiky Bedou Weberem a Albertem Jägerem vytáhl z trosek některé dosud zcela neznámé památky, některé obrazně, jiné doslova. K těm posledním patří čtyři staré německé pašijové komedie (z roku 1514), které nalezl v archivu Řádu německých rytířů v Bolzanu a chystal se je vydat, když mu služební přeložení do Brna zabránilo v realizaci projektu a on obrátil své badatelské aktivity do jiné, od Tyrol vzdálené provincie. Na Moravě, kam posléze přišel, v té době probíhal čilý vědecký život, který se z výše uvedených důvodů zpočátku omezoval na tam uložené archivní památky.
Byl to právě Antonín Boček, který se podílel na vydání "Codex diplomaticus et epistolaris Moraviae", kdo v důvěrném styku s Wolfskronem ovlivnil jeho badatelské sklony. V piaristické knihovně v Ostrově nalezl rukopis legendy o Hedvice z roku 1353 (tzv. Ostrovský kodex), jejíž četné ilustrace uměleckého i kulturněhistorického významu poskytly Wolfskronovi bohatý materiál, který také zpracoval. Jeho dalším zaměstnáním v tomto období byly reprodukce miniatur ze 13., 14. a 15. století, z nichž většinu objevil v právních knihách Svatojakubské knihovny a Archivu města Brna. Všechny tyto předměty vznikly pro jeho mimořádný kreslířský talent. Pak tu byla ještě jedna okolnost, našel totiž v technickém postupu novou kombinaci pro vynikající reprodukci zlatého podkladu. Díky tomu získal podporu ve své práci, k níž ho vybízel zejména slavný antikvář Johann David Passavant. Rok 1848 přinesl dlouhotrvající překážku celé této práci, která byla podniknuta s velkým zápalem a láskou pro věc, k čemuž v následujícím roce přistoupila smrt barona Clemense von Hügel, v němž našel ušlechtilého a pracovitého mecenáše. Pokus jeho přátel vtáhnout ho do činnosti politické strany, která začala po revoluci, nebyl neúspěšný a Wolfskron nastoupil jako zaměstnanec do "Brünner politische Wochenblatt", vydávaného baronem Ottem von Hingenau a rytířem Petrem Chlumeckým. Avšak tato Wolfskronova politická epizoda netrvala dlouho, převážila jeho obliba archivního bádání a práce. Zapojil se proto do velkolepého díla o moravských zemských deskách. Tato nesmírně významná a cenná sbírka mu poskytla bohatý materiál pro jeho tvorbu, ve které prokázal své mistrovství. Když byl Wolfskron přeložen do Lemberka, povinnosti odpovědné služby mu umožňovaly jen malý volný čas, ale i ten využil k určité práci, dokud ho stále se zvětšující slabost očí nepřinutila zcela přestat. Jeho zrak byl konzultován s nejznámějšími očními lékaři ve Vídni a Berlíně, ale protože stav očí souvisel s Wolfkronovým celkově hluboce nemocným organismem, byly všechny léčby neúspěšné. Světlou chvílí v životě Wolfskrona bylo, když mu v roce 1858 bylo umožněno navštívit Norimberk, kde strávil nějaký čas v přátelské společnosti se zakladatelem Germanischesmuseum baronem Hansem von Aufseß.

## Dílo

### Monografie
- VON WOLFSKRON, Adolf. Die Bilder der Hedwigslegende. Mit einem Auszuge des Originaltextes und historisch-archäologischen Bemerkungen. Wien: Kuppitsch, 1846. 138 s., 31 litografií. Dostupné online.
- CHLUMECKÝ, Petr Jiří; DEMUTH, Carl J. Die Landtafel des Markgrafthumes Mähren. Brünn: Nitsch & Grosse, 1854-61. 4 svazky (faksimile erbů, ukázky písma a miniatury). Dostupné online.

### Články
- VON WOLFSKRON, Adolf. Das Portal des Rathhauses zu Brünn. Oesterreichische Blätter für Literatur und Kunst. 1844-12-28, čís. 78, s. 618–621, 623. Dostupné online.

- VON WOLFSKRON, Adolf. Ueber die Zderad-Säule bei Brünn. Oesterreichische Blätter für Literatur und Kunst.

- Ve IV. svazku "Jahrbuch der k. k. Centralcommission zur Erforschung und Erhaltung der Baudenkmale": "Miniaturen des 13., 14, und 15. Jahrhunderts"

- VON WOLFSKRON, Adolf. Der Bischofstab, dessen liturgisch-symbolische Bedeutung und allmähliche Entwickelung seiner Gestalt. Mittheilungen der kaiserl. königl. Central-Commission zur Erforschung und Erhaltung der Baudenkmale. Roč. 1857, čís. 10, s. 256–262. Dostupné online.
- VON WOLFSKRON, Adolf. Über einige Holzkirchen in Mähren, Schlesien und Galizien. Mittheilungen der K.K. Central-Commission zur Erforschung und Erhaltung der Baudenkmale. April 1858, roč. III, čís. 4, s. 85–92. Dostupné online.

- VON WOLFSKRON, Adolf. Das Portal der Dominicanerkirche zum heiligen Kreuz in Iglau. Notizen-Blatt der historisch-statistischen Section. Roč. 1855, čís. 3, s. 17–18. Dostupné online.
- VON WOLFSKRON, Adolf. Der sogenannte Heidentempel in Znaim, eine Hauskapelle der alten Markgrafenburg daselbst. Notizen-Blatt der historisch-statistischen Section. Roč. 1855, čís. 5, s. 36–40. Dostupné online.
- VON WOLFSKRON, Adolf. Die Gemälde der Spitalskapelle und der Niklaskirche in Znaim, und das Sakramentshäuschen daselbst. Notizen-Blatt der historisch-statistischen Section. Roč. 1855, čís. 6, s. 41–45. Dostupné online.
- VON WOLFSKRON, Adolf. Beiträge zur Geschichte des Meistergesanges in Mähren. Brünn: R. Rohrer's Erben, 1854. 110 s. (Schriften der historisch-statistischen Sektion der k. k. mähr. schles. Gesellschaft des Ackerbaues, der Natur- und Landeskunde). Dostupné online.

### Další
Kromě toho Wolfskron reprodukoval četná díla relevantní pro oblast antiky. V jeho pozůstalosti se nachází i přípravné práce a podklady pro „Popis a historii kostela sv. Jakuba v Brně“ a „Katalog inkunábulí knihovny sv. Jakuba v Brně“, který však nedokončil. Dochovaly se rovněž četné kresby památných objektů, starých staveb apod. V roce 1857 daroval Moravskému zemskému archivu bohatou sbírku svých poznámek a uměleckohistorických materiálů včetně ilustrací v rukopise, čítající 110 objektů převážně z Moravy – dostupné online.

## Galerie

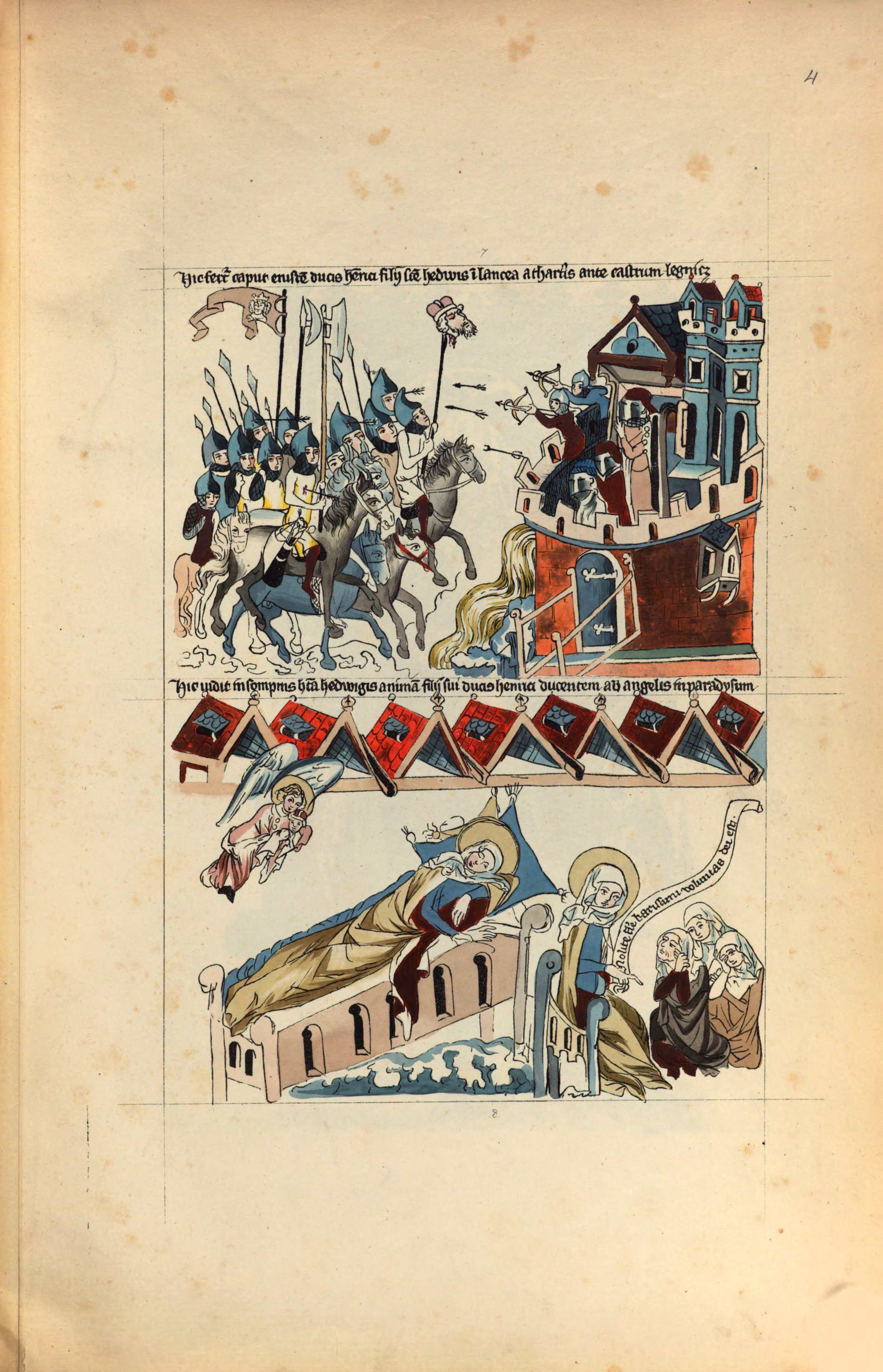
Iluminace z Ostrovského kodexu
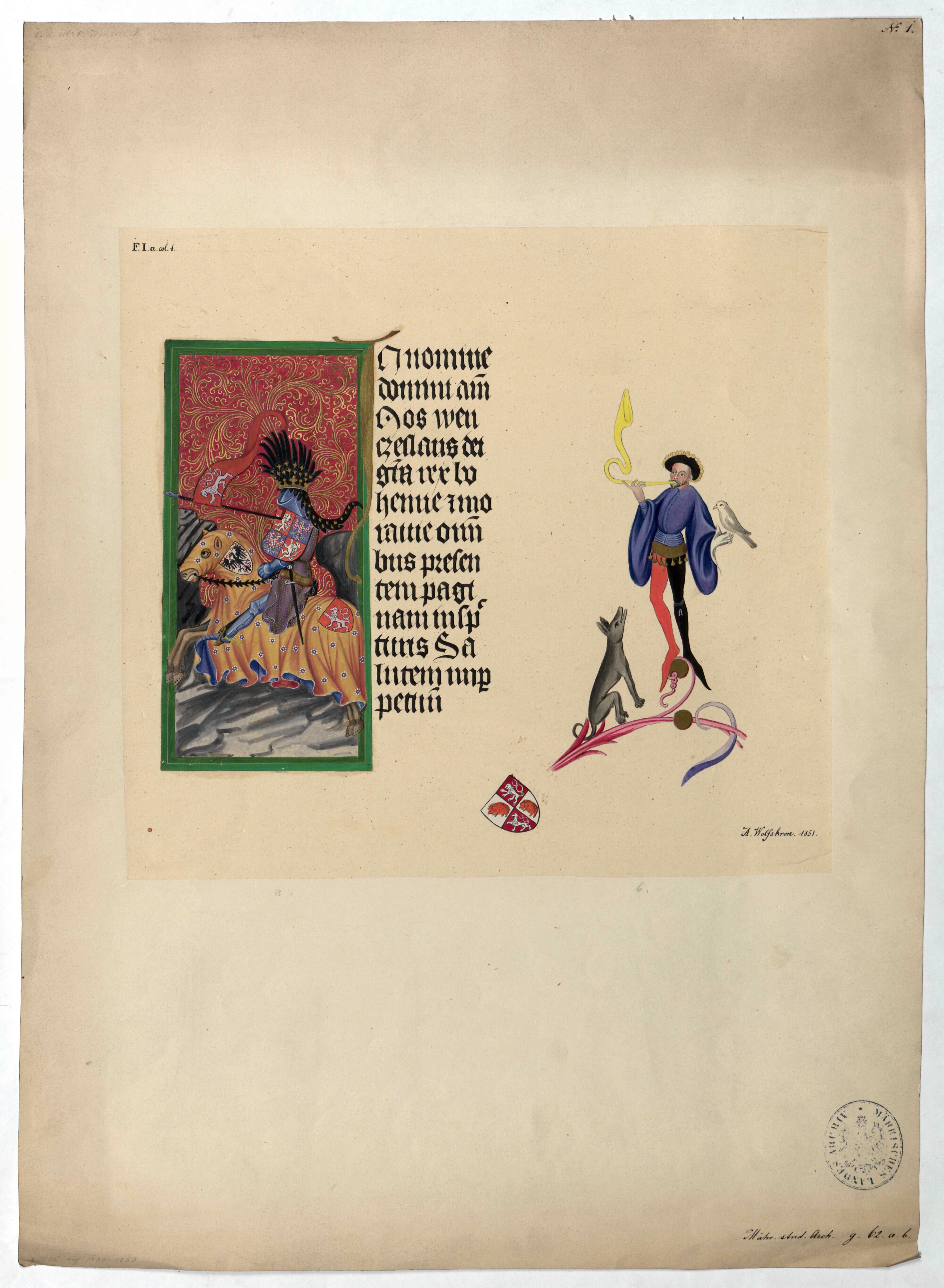
Iluminace z Gelnhausenova kodexu
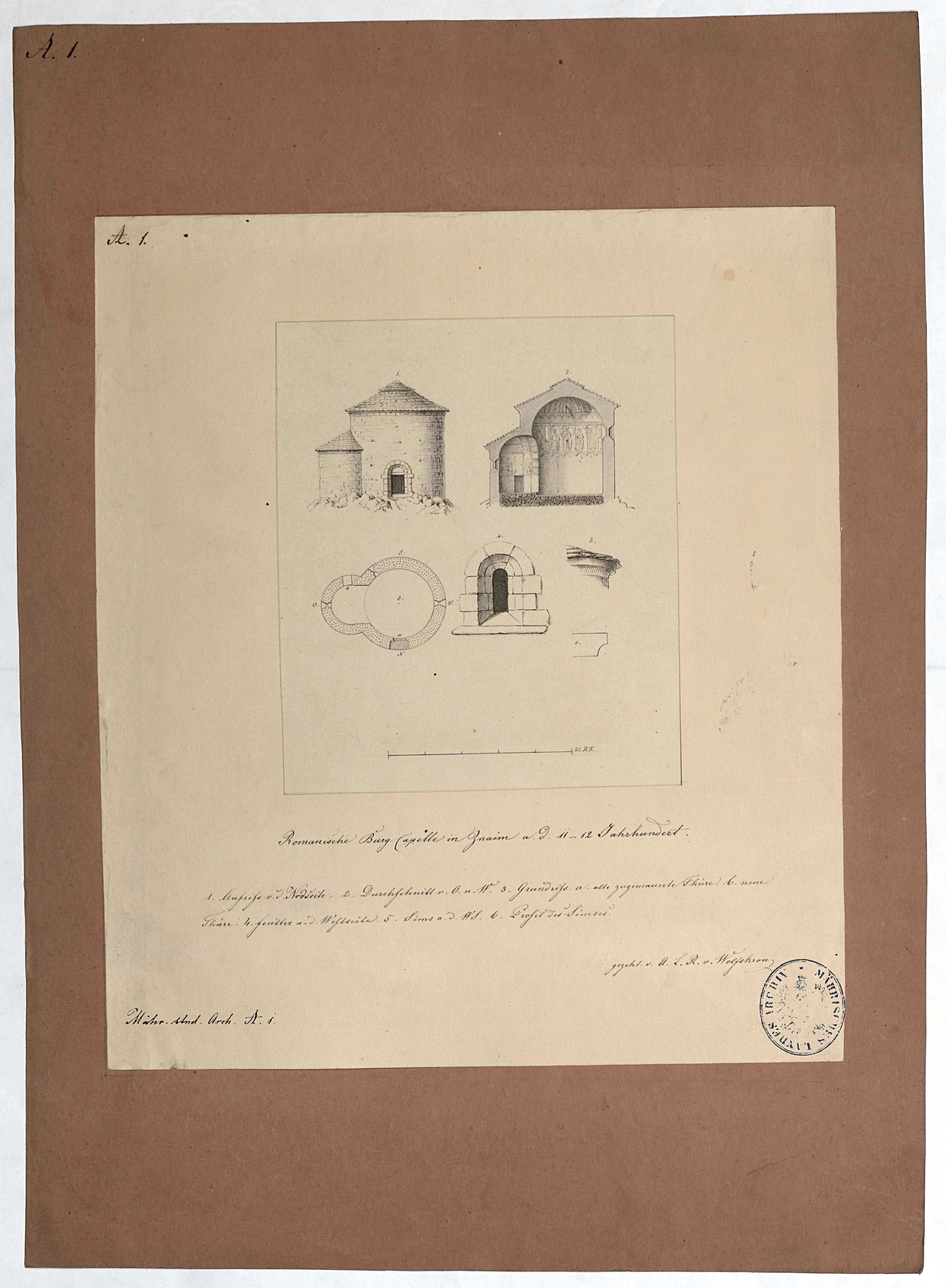
Rotunda sv. Kateřiny
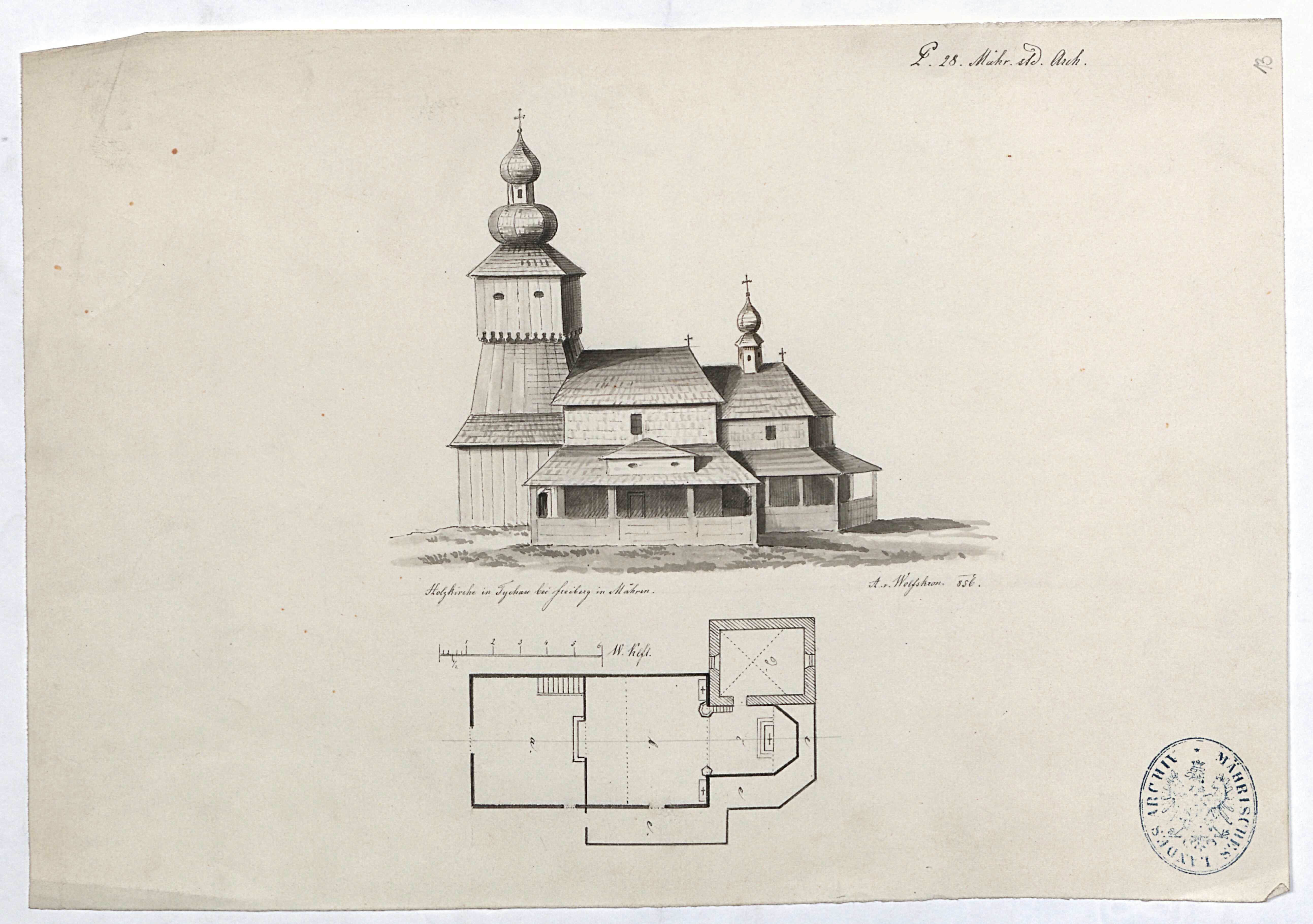
Kostel svatého Mikuláše v Tiché
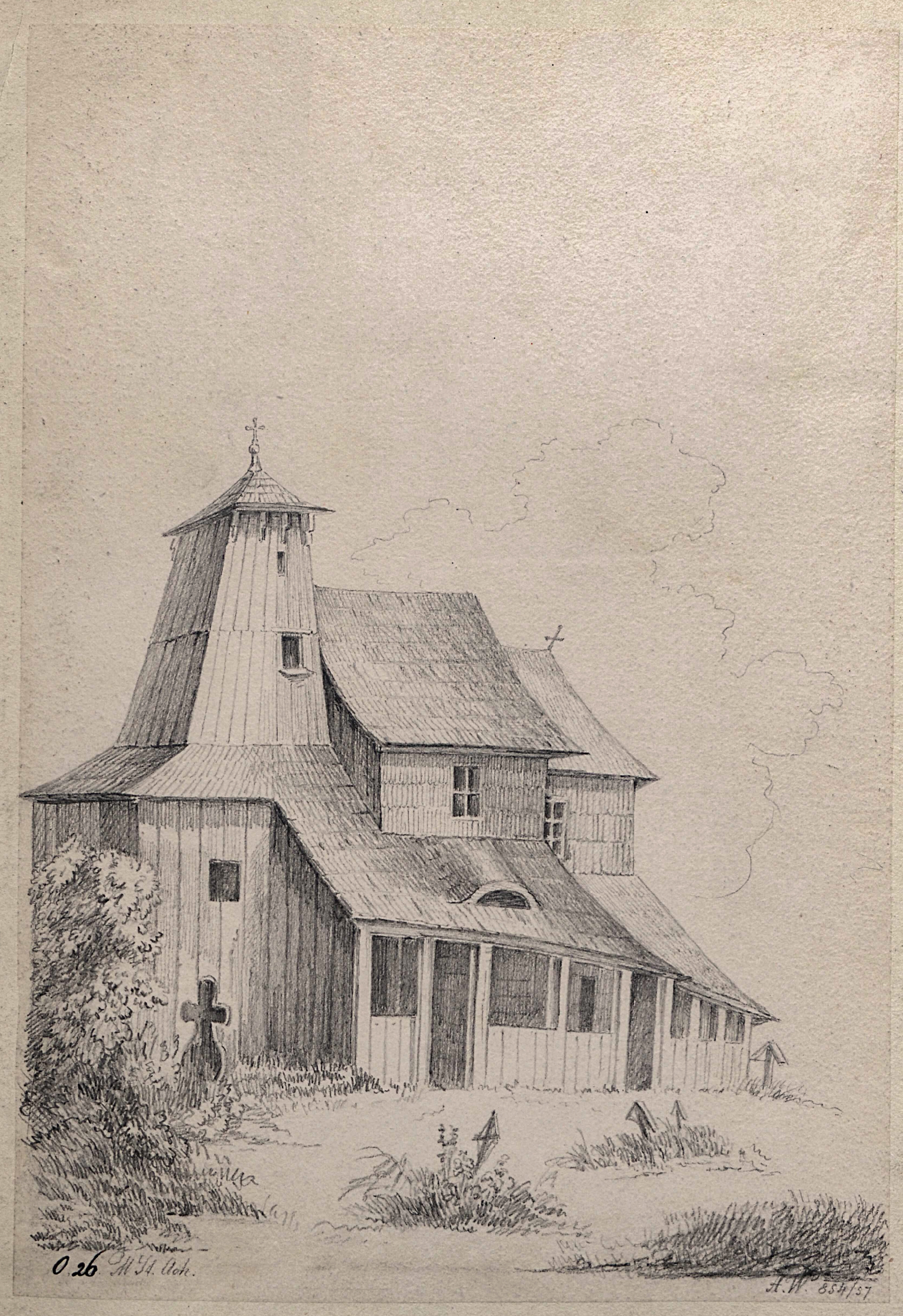
Kostel sv. Bartoloměje v Kopřivnici
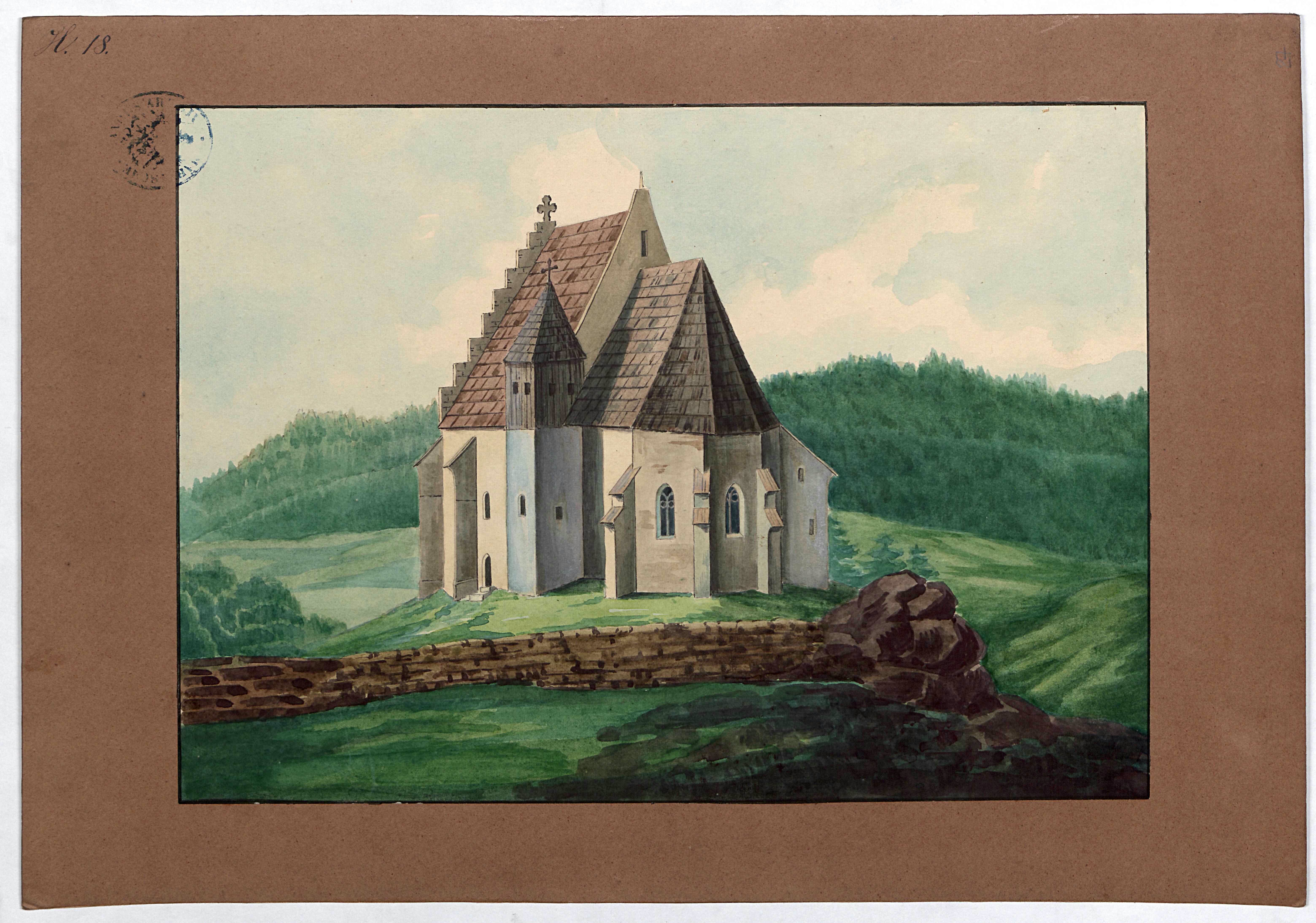
Kostel sv. Kateřiny v Šebrově
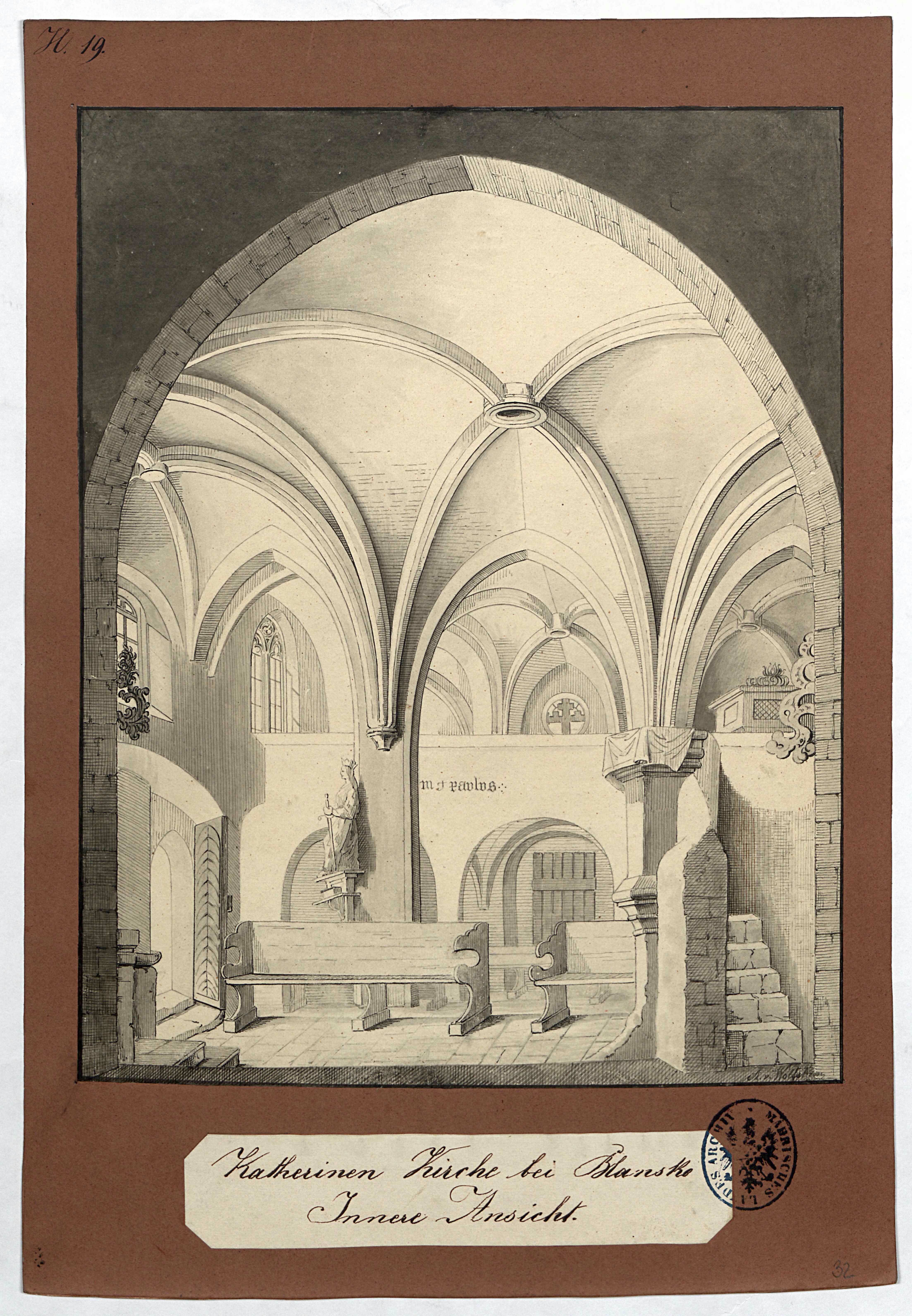
Interiér kostela sv. Kateřiny v Šebrově
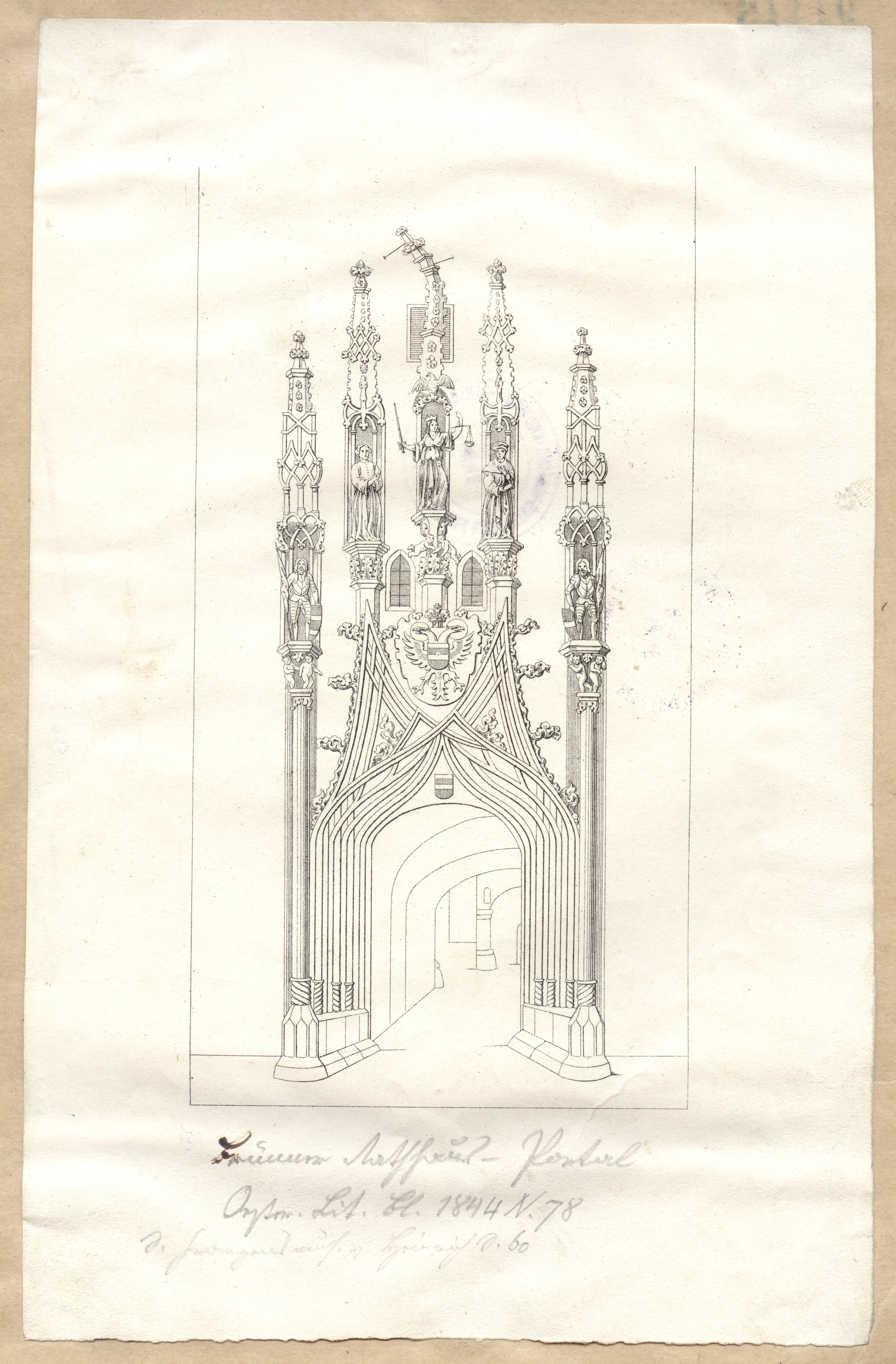
Portál staré radnice v Brně
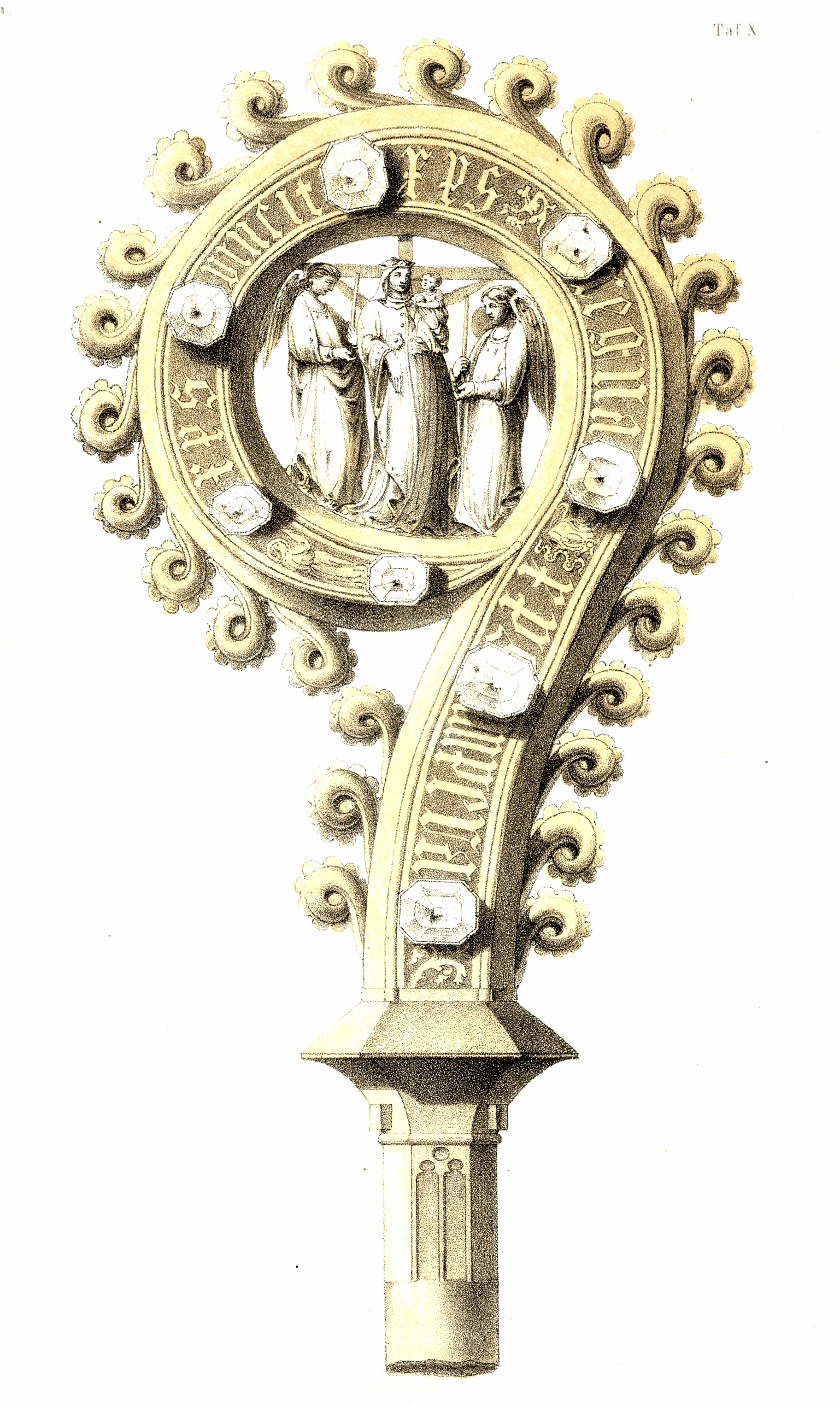
Biskupská berla